# Tornaszentandrás
Tornaszentandrás is een plaats (község) en gemeente in het Hongaarse comitaat Borsod-Abaúj-Zemplén. Tornaszentandrás telt 285 inwoners (2005).
De plaats is voor het eerst genoemd in een document uit 1283.
Op de heuvel boven het dorp staat een 12e-eeuws kerkje met een dubbele apsis met fresco's uit de 13e en 14e eeuw.
Voorjaar 2010 is het dorp meerdere malen afgesloten geweest voor personenauto's vanwege overstroming van de toegangsweg.